# Charles Chrétien de Gournay
Charles Chrétien de Gournay est le quatre-vingt-deuxième évêque de Toul de 1636 à 1637. Il est le fils de Regnaut de Gournay (mort en 1613), seigneur de Villers, bailly de Nancy, chef du Conseil d'État de Lorraine et d’Agnès d’Esche. Ses frères ainés, sont Charles de Gournay, seigneur de Villers, sénéchal de Lorraine et Henri de Gournay, bailly de Saint-Mihiel, « gouverneur » (le masculin de gouvernante) du duc Charles IV, premier gentilhomme de la chambre de Gaston, duc d’Orléans, ambassadeur de France à Constantinople.

## Biographie
En 1634, Nicolas-François de Lorraine renonça à son cardinalat et à l’évêché de Toul et se fit relever de ses vœux pour pouvoir se marier et devenir duc de Lorraine. Informé de la vacance, Louis XIII Urbain VIII nomma Charles Chrétien de Gournay qui lui avait été recommandé par la duchesse Nicole de Lorraine, mais le chapitre, ne voulant pas voir disparaître son droit d'élire les évêques, demanda au roi de révoquer le brevet de nomination, tout en promettant d'élire le candidat du roi, ce que firent le roi et les chanoines. Mais le pape refusa de confirmer l'élection, estimant que la nomination de l'évêque de Toul lui était réservé. Charles Chrétien de Gournay, prudent, préféra attendre sans solliciter sa préconisation, et il se passa deux ans avant que le pape se laissa fléchir et accorda les bulles de confirmation. Le prélat prit possession de son diocèse le 14 février 1636.
Il fut le fondateur du grand séminaire de Toul. Il était estimé par Charles IV, duc de Lorraine, et son frère Nicolas-François, qui l'ont chargé de plusieurs négociations importantes. Il meurt à Nancy le 14 septembre 1637.

## Source
- A. D. Thierry, Histoire de la ville de Toul et de ses évêques, vol. 2, Paris, 1841 (lire en ligne), p. 172-177.